# Góra Gradowa
Góra Gradowa (niem. Hagelsberg) – wzniesienie w Gdańsku o wysokości 46 m n.p.m. Leży na terenie Grodziska. Na jej szczycie znajdował się Bastion Jerozolimski. Obecnie jego miejsce jest najlepszym punktem widokowym w Śródmieściu.

## Położenie
Góra Gradowa jest północnym krańcem Grodziska. Połączona jest z resztą fortów (Czoło Kurkowe) od południa. Z pozostałych stron ograniczona jest bardzo stromymi skarpami na dole których znajdowała się niegdyś sucha fosa. Wzgórze umożliwia podziwianie widoków w kierunku wschodnim (centrum Gdańska).

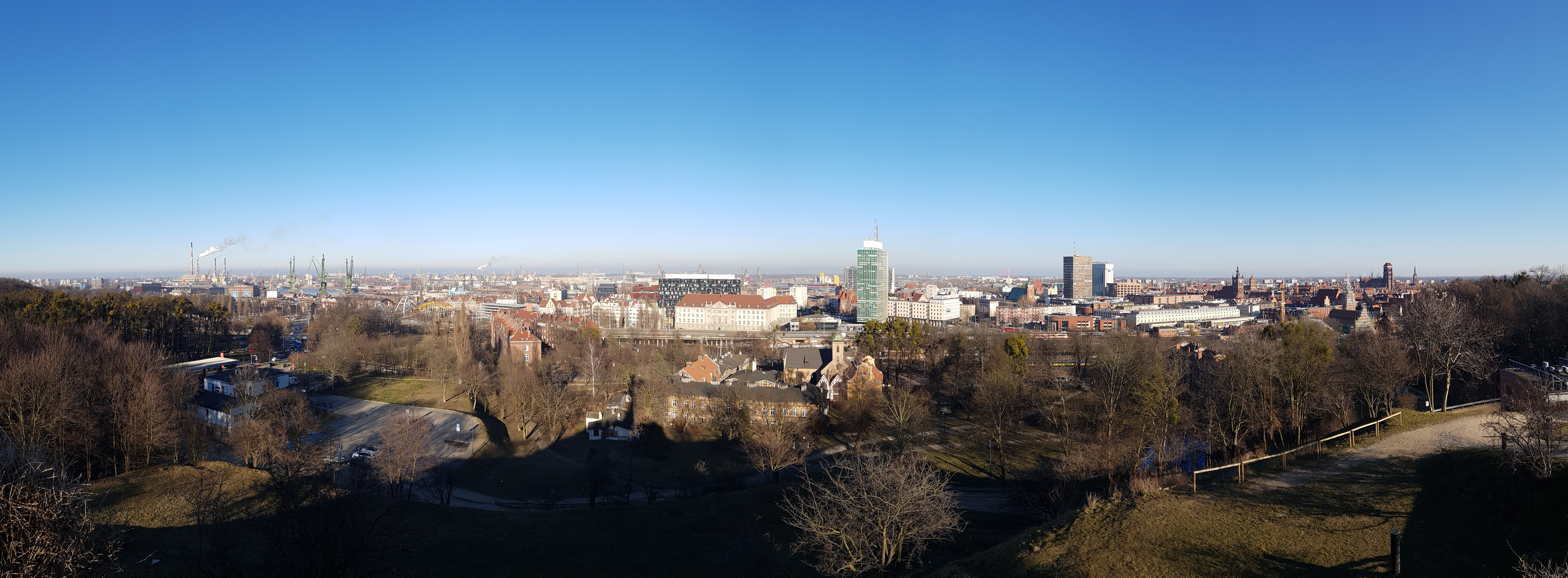
Panorama Gdańska ze szczytu wzniesienia

## Nazewnictwo
W średniowieczu nosiła nazwę Góra Gajowa (w 1385 wzmiankowana jako Hagensbergh), później Gradowa (w 1519 Hagelsberg), obecna nazwa obowiązuje od 1949.  Niemieckojęzyczna nazwa Hagelsberg wzięła się od legendy o rycerzu Hagelu. W okresie międzywojennym funkcjonowała polska nazwa Góra Jagłowa, będąca spolszczeniem imienia Hagel - Jagieł, uwidoczniona w pierwszym polskim przewodniku turystycznym z 1928.

## Funkcja militarna

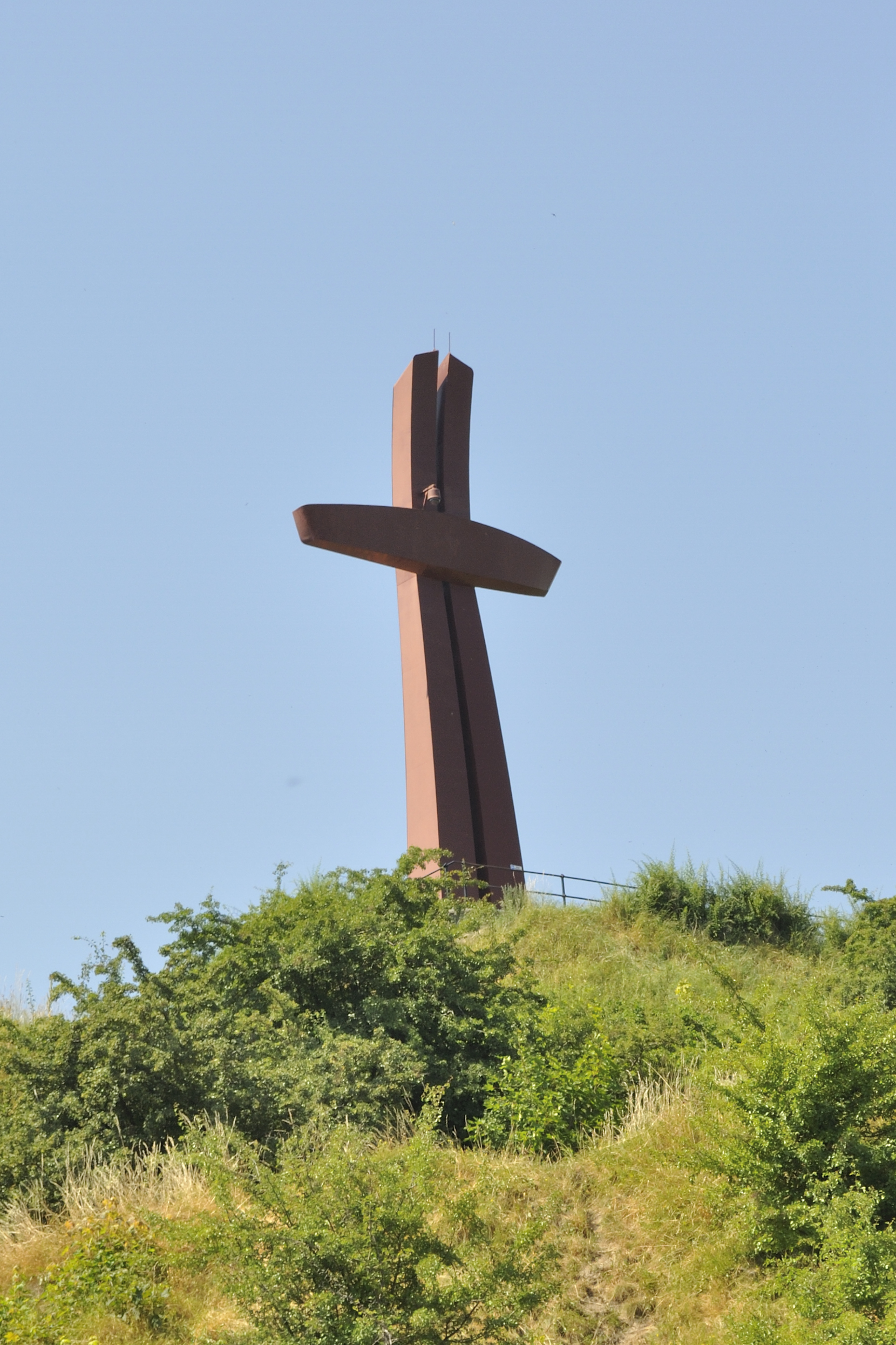
Krzyż Milenijny na szczycie wzgórza

Ufortyfikowane wzgórze miało chronić miasto od zachodu. Projektantem Bastionu był gdański architekt Jan Strakowski. Zaczął on powstawać w 1655. Miał za zadanie osłaniać wschodnie mury miasta w rejonie dzisiejszej ulicy Podwale Grodzkie.

## Krzyż Milenijny
W 2000 roku ustawiono na szczycie wzgórza Krzyż Milenijny. Jest on podświetlany w nocy. U jego podnóża znajduje się tablica z cytatem z Biblii.